# Auburn (Dakota Północna)
Auburn – jednostka osadnicza w Stanach Zjednoczonych, w stanie Dakota Północna, w hrabstwie Walsh.